# ساپریم
ساپریم (انگلیسی: Supreme) شرکت پوشاک آمریکایی است، که در سال ۱۹۹۴ توسط جیمز جبیا تأسیس شد.